# Purplecorna
Genre
Purplecorna est un genre d'araignées aranéomorphes de la famille des Dictynidae.

## Distribution
Les espèces de ce genre se rencontrent en Amérique.

## Liste des espèces
Selon World Spider Catalog (version 26, 12/07/2025) :
- Purplecorna gloria (Chamberlin & Ivie, 1944)
- Purplecorna guerrerensis (Gertsch & Davis, 1937)
- Purplecorna incredula (Gertsch & Davis, 1937)
- Purplecorna lecta (Chickering, 1952)
- Purplecorna meditata (Gertsch, 1936)
- Purplecorna miniata (Banks, 1898)
- Purplecorna terrestris (Emerton, 1911)

## Systématique et taxinomie
Ce genre a été décrit par Cala-Riquelme et Esposito en 2025 dans les Dictynidae.

## Publication originale
- Montana, Cala-Riquelme, Crews, Gorneau, Al-Jamal, Alequín, Spagna, Ballarin & Esposito, 2025 : « Tailor's drawer no more: a reappraisal of the spider family Dictynidae O. Pickard-Cambridge, 1871 sensu lato. » Zoological Journal of the Linnean Society, vol. 204, no 2, zlaf007, p. 1-97.